# Vittorio Maria Baldassare Gaetano Costa d'Arignano
Vittorio Maria Baldassare Gaetano Costa d'Arignano, italijanskih duhovnik, škof in kardinal, * 10. marec 1737, Torino, † 16. maj 1796.

## Življenjepis
1. marca 1760 je prejel duhovniško posvečenje.
11. septembra 1769 je bil imenovan za škofa Vercellija; škofovsko posvečenje je prejel 21. septembra istega leta.
28. septembra 1778 je bil imenovan za nadškofa Torina.
30. marca 1789 je bil povzdignjen v kardinala.